# Trematooecia protecta
Trematooecia protecta är en mossdjursart som beskrevs av Osburn 1940. Trematooecia protecta ingår i släktet Trematooecia och familjen Colatooeciidae.
Artens utbredningsområde är Mexikanska golfen. Inga underarter finns listade i Catalogue of Life.